# Genista tenera
Genista tenera (дрік тендітний) — вид рослин з родини бобові (Fabaceae), ендемік Мадейри. Етимологія: лат. tener — «тендітний».

## Опис
Вид — чагарник до 2.5 м.

## Поширення
Ендемік Мадейри (о. Мадейра).
Зростає переважно на південному узбережжі острова, від 0 до 1700 м над рівнем моря. Росте на відкритих скелястих схилах та ярах, а також на узліссях і вирубках.

## Використання
Цей вид використовується у народній медицині для контролю цукрового діабету.

## Загрози та охорона
Загрозами цьому виду є сільськогосподарська експансія, пасовиська та пожежі на високогір'ї. Цей вид також конкурує з інвазивними видами.
Цей вид представлений у 8 ботанічних садах світу. Населяє Природний парк Мадейри.